# جواو دومينغوس بينتو
جواو دومينيغوس بينتو (بالبرتغالية: João Domingos Pinto‏)، من مواليد 21 نوفمبر 1961، لاعب كرة قدم برتغالي سابق.
لعب مع منتخب البرتغال لكرة القدم.

## مسيرته الكروية
لعب جواو دومينيغوس بينتو خلال مسيرته الاحترافية مع نادِ واحدٍ في ستة عشر موسمًا وسجل خلالها 17 هدفًا ضمن 407 مباراة. حيث فاز في أربعة مواسم بالكأس وفي تسعة مواسم بالدوري.
خاض جواو دومينيغوس بينتو مسيرته مع نادي بورتو في موسم 1981–82 ليلعب معه ستة عشر موسمًا، مشاركًا في 407 مباراة سجل خلالها 17 هدفًا.

## روابط خارجية
- جواو دومينيغوس بينتو على موقع الاتحاد الدولي (مؤرشف)  (الإنجليزية)
- جواو دومينيغوس بينتو على موقع الاتحاد الأوربي (الإنجليزية)
- جواو دومينيغوس بينتو على موقع قاعدة بيانات كرة القدم.إي يو (الإنجليزية)
- جواو دومينيغوس بينتو على موقع ناشيونال فوتبول تيمز (الإنجليزية)
- جواو دومينيغوس بينتو على موقع عالم كرة القدم.نت (الإنجليزية)